# Protection (album)
Protection – drugi album triphopowego zespołu Massive Attack, wydany w 1994 przez Virgin Records i Circa Records. Wokalu, oprócz członków zespołu, użyczyli: Tricky, Tracey Thorn, Horace Andy i Nicolette. Współproducentem był Nellee Hooper. 
Utwór Spying Glass został wykorzystany w ścieżce dźwiękowej filmu Mission: Impossible. 

## Lista utworów
| 1.  | „Protection” (Vowles/Del Naja/Marshall/Thorn)                                                         | 7:51  |
|     | |       |
| 2.  | „Karmacoma” (Vowles/Del Naja/Marshall/Tricky/Norfolk/Locke)                                           | 5:16  |
|     | |       |
| 3.  | „Three” (Vowles/Del Naja/Marshall/Hooper/Suwoton)                                                     | 3:49  |
|     | |       |
| 4.  | „Weather Storm” (Vowles / DelNaja / Marshall / Hooper / Armstrong / Harmon / Napoleon /Lloyd /Murray) | 4:59  |
|     | |       |
| 5.  | „Spying Glass” (Vowles/Del Naja/Marshall/Hooper/Andy)                                                 | 5:20  |
|     | |       |
| 6.  | „Better Things” (Vowles/Del Naja/Marshall/Thorn/Watt/Brown)                                           | 4:13  |
|     | |       |
| 7.  | „Eurochild” (Vowles/Del Naja/Marshall/Tricky/Norfolk/Locke)                                           | 5:11  |
|     | |       |
| 8.  | „Sly” (Vowles, Del Naja/Marshall/Hooper/Suwoton/Goldman)                                              | 5:24  |
|     | |       |
| 9.  | „Heat Miser” (Vowles/Del Naja/Marshall/Hooper/de Vries)                                               | 3:39  |
|     | |       |
| 10. | „Light My Fire” (live) (The Doors)                                                                    | 3:15  |
|     | |       |
|     | | 48:57 |
|     | |       |

## Skład
- Massive Attack - producent, mix, programowanie, okładka
- Robert „3D” Del Naja
- Grant „Daddy G” Marshall
- Andrew „Mushroom” Vowles
- Nellee Hooper - producent, mix
- Marius De Vries, Andy Wright, The Insects, Nick Warren - programowanie
- Robert „3D” Del Naja, Grant „Daddy G” Marshall, Tricky, Tracey Thorn, Horace Andy, Nicolette - wokal
- Craig Armstrong - fortepian
- Chester Kamen - gitara
- Rob Merril - perkusja
- Mark „Spike” Stent - inżynieria dźwięku
- Jim Abiss - inżynieria dźwięku
- Jeremy „Jim Bob” Wheatley - inżynieria
- Al Stone - inżynieria
- Mike Marsh - mastering
- Michael-Nash Assoc. - okładka
- Matthew Donaldson, Jean Baptiste Mondino, Eddie Monsoon - fotografia